# 族群联邦主义
族群联邦主义（英語：Ethnic federalism），又称多族群联邦主义（Multi-ethnic federalism）、多民族联邦主义（Multi-national federalism），是一种联邦制形式，其中联邦的地区或州根据族群划分。族群联邦制度是为符合民族自治的需求并缓和国家内部的民族紧张关系而创建的。然而，这种制度并不总是有效：在族群联邦的构建和维护过程中固有的问题导致一些国家或国家的子单位要么解体，要么诉诸于威权镇压，导致族群统治、种族隔离、人口迁移、国内流离失所、种族清洗，甚至是针对特定族群的攻击和屠杀。
1994年—2018年，埃塞俄比亚实行族群联邦主义制度，主要倡导者是埃塞俄比亚国家领导人梅莱斯·泽纳维。梅莱斯·泽纳维及其领导的政府采纳族群联邦主义，旨在实现埃塞俄比亚所有族群的平等。族群联邦主义的特征也出现在其他国家，包括尼泊尔、巴基斯坦、南苏丹、南斯拉夫和种族隔离时期的南非（参见班图斯坦）。